# Bacanius laperousei
Bacanius laperousei är en skalbaggsart som beskrevs av Yves Gomy 1976. Bacanius laperousei ingår i släktet Bacanius och familjen stumpbaggar. Inga underarter finns listade i Catalogue of Life.